# Hradišťko (České středohoří)
Hradišťko (535 m n. m.) je kopec v západní části Českého středohoří 2,5 km severně od obce Libčeves v okrese Louny. Vrchol je zalesněný a bez výhledu.

## Hradiště
Na východní části vrcholové plošiny se nachází bývalé pravěké hradiště. Bylo obývané lidmi neznámé kultury, v současnosti jsou na místě znatelné mohutné valy.

## Přístup

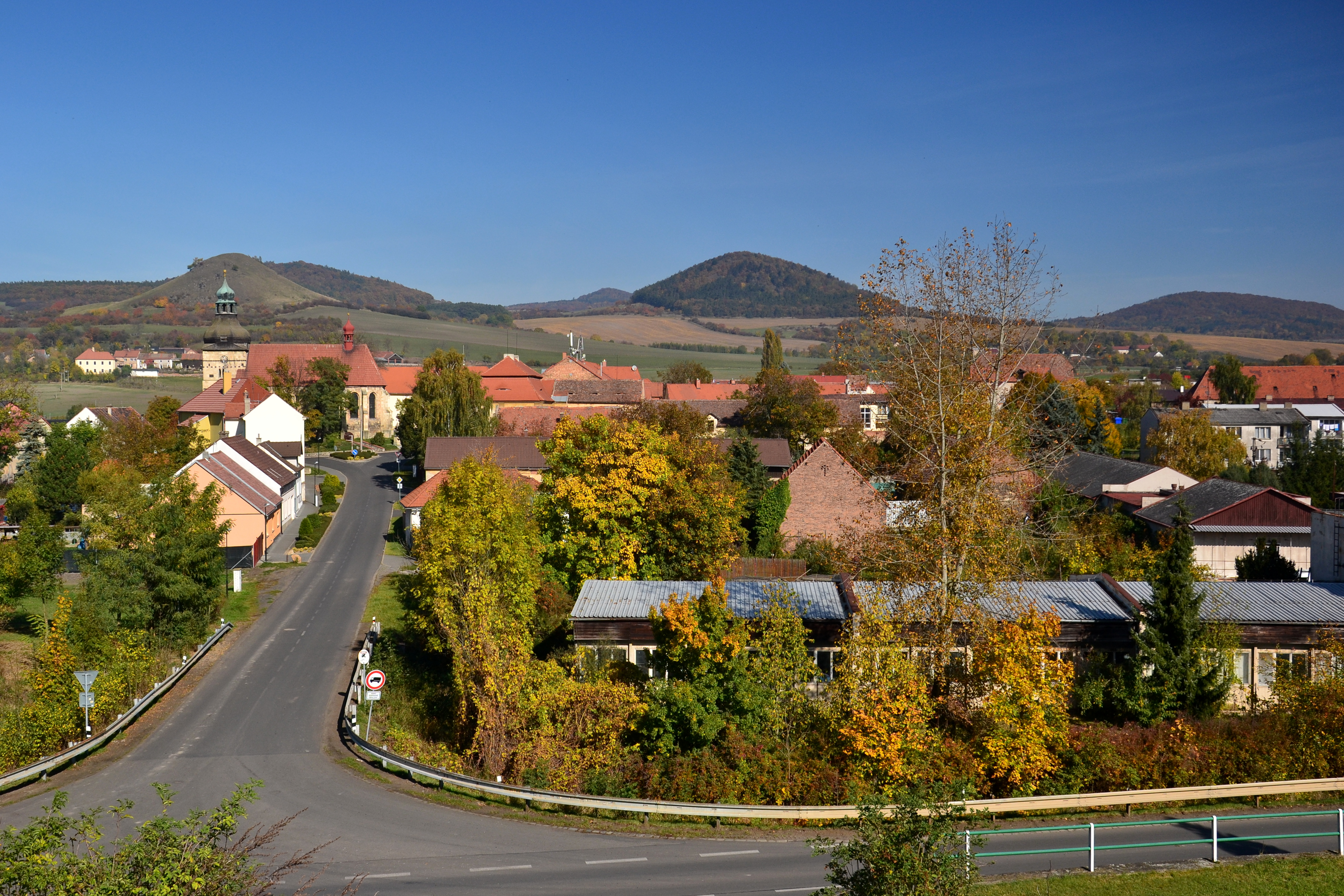
Z Libčevsi, za kostelem a Kamýkem

Na Hradišťko nevede žádná značená ani neznačená cesta. Jeho severním sedlem prochází silnice mezi obcí Měrunice a vesnicí Řisuty, po které vede cyklotrasa číslo 25. Z tohoto sedla lze na dojít na vrchol volným terénem, prvních 150 metrů po louce a zbývajících 300 metrů lesem. Převýšení od sedla je 50 metrů, což je také prominence Hradišťka.